# Brama Słońca (budynek mieszkalny)
Brama Słońca – postmodernistyczny blok mieszkalny na osiedlu U przy ul. Dmowskiego 33 w Tychach, budowany w latach 1979–1983.

## Opis
Budynek zaprojektowany został przez Zdzisława Łojewskiego i Kazimierza Wejcherta jako blok mieszkalny przeznaczony na wynajem dla osób oczekujących na przydział mieszkania docelowego. Projekt powstał w duchu postmodernizmu, widocznego w formie ostrych zakończeń szczytów obu budynków, ornamentyki i kolorów elewacji oraz swobodnym łączeniem wpływów różnych epok architektonicznych.
Nazwa budynku pochodzi od kolorów elewacji, które nawiązują do barw nieba podczas wschodu słońca.
Budynek posiada 13 kondygnacji naziemnych w dwóch połączonych ze sobą łącznikami wieżach, na jego terenie znajduje się także żłobek, przedszkole oraz biblioteka.
Uznawany za jedną z ikon architektonicznych Tychów.